# Маунт-Моррис (тауншип, Миннесота)
Маунт-Моррис (англ. Mount Morris) — тауншип в округе Моррисон, Миннесота, США. На 2000 год его население составило 90 человек.

## География
По данным Бюро переписи населения США площадь тауншипа составляет 77,6 км², из которых 77,6 км² занимает суша, a вода составляет 0,03 %.

## Демография
По данным переписи населения 2000 года здесь находились 90 человек, 32 домохозяйства и 24 семьи. Плотность населения —  1,2 чел./км². На территории тауншипа расположено 43 постройки со средней плотностью 0,6 построек на один квадратный километр. Расовый состав населения: 100,00 % белых.
Из 32 домохозяйств в 37,5 % воспитывались дети до 18 лет, в 75,0 % проживали супружеские пары и в 21,9 % домохозяйств проживали несемейные люди. 21,9 % домохозяйств состояли из одного человека, при том 15,6 % из — одиноких пожилых людей старше 65 лет. Средний размер домохозяйства — 2,81, а семьи — 3,32 человека.
31,1 % населения — младше 18 лет, 2,2 % — в возрасте от 18 до 24 лет, 31,1 % — от 25 до 44, 22,2 % — от 45 до 64, и 13,3 % — старше 65 лет. Средний возраст — 36 лет. На каждые 100 женщин приходилось 91,5 мужчин. На каждые 100 женщин старше 18 приходилось 113,8 мужчин.
Средний годовой доход домохозяйства составлял 19 375 долларов, а средний годовой доход семьи —  30 000 долларов. Средний доход мужчин —  23 750  долларов, в то время как у женщин — 22 500. Доход на душу населения составил 9 483 доллара. За чертой бедности находились 20,0 % семей и 26,8 % всего населения тауншипа, из которых 23,5 % младше 18 и 77,8 % старше 65 лет.